# セス・グレアム＝スミス
セス・グレアム=スミス（Seth Grahame-Smith, 1976年1月4日 - ）は、アメリカ合衆国の小説家、脚本家、映画プロデューサー。

## 人物
既存の文学作品や歴史上の出来事にゾンビやヴァンパイアなどホラーな世界観を加えたパロディ小説『高慢と偏見とゾンビ』や『ヴァンパイアハンター・リンカーン』を執筆。脚本家としてはティム・バートン作品に参加しているほか、テレビのコメディドラマ脚本も執筆。カッツェスミス社（Katzsmith Productions）の共同経営者デビット・カッツェンバーグと共同で『IT/イット “それ”が見えたら、終わり。』などテレビ、映画のプロジェクトを多数展開。

## 経歴
エマーソン大学を卒業後、CBSオンラインの『Clark and Michael』の企画製作を手掛け、デヴィット・カッツェンバーグと共同プロダクション会社「カッツスミス社」を設立。MTVのコメディドラマ『HARD TIMES 〜ボクのナニがアレなんで〜』（2010-11年）の脚本、製作総指揮を務めた。
2009年にジェーン・オースティンの小説『高慢と偏見』のパロディ小説『高慢と偏見とゾンビ』（Pride and Prejudice and Zombies）を発表し、ニューヨーク・タイムズのベストセラーリストで3位に入る売上を記録し人気作家となる。
2010年、第16代アメリカ合衆国大統領エイブラハム・リンカーンが奴隷制度を利用するヴァンパイアと戦う『ヴァンパイアハンター・リンカーン』（Abraham Lincoln, Vampire Hunter）を執筆し、『ニューヨーク・タイムズ』ベストセラーリストで初登場4位を記録した。
2012年、ティム・バートン監督の『ダーク・シャドウ』で映画脚本デビュー。同時期に『ヴァンパイアハンター・リンカーン』を原作としたティム・バートン製作、ティムール・ベクマンベトフ監督の『リンカーン/秘密の書』が製作され、原案・脚本家として参加し、以降『[T/イット “それ”が見えたら、終わり。』の映画プロデュースや『レゴバットマン ザ・ムービー』原案・脚本など数々のヒット作を手がける。

## 主なフィルモグラフィ

### テレビ
- Clark and Michael(2007) テレビシリーズ、製作総指揮
- HARD TIMES 〜ボクのナニがアレなんで〜 The Hard Times of RJ Berger (2010-2011) テレビシリーズ、製作総指揮・脚本
- Rolling with Dad (2013)　短編アニメ、声の出演

### 映画
- ダーク・シャドウ Dark Shadows (2012) 脚本
- リンカーン/秘密の書 Abraham Lincoln: Vampire Hunter (2012) 脚本、カメオ出演
- 高慢と偏見とゾンビ  Pride and Prejudice and Zombies (2016) 原作
- レゴバットマン ザ・ムービー The Lego Batman Movie (2017) 原案、脚本
- IT/イット “それ”が見えたら、終わり。 IT（IT:chapter one） (2017) 製作
- レゴニンジャゴー ザ・ムービー  Lego Ninjago (2017) 製作総指揮
- チャイルド・プレイ Child's Play (2019) 製作
- IT/イット THE END “それ”が見えたら、終わり。 It:Chapter Two (2019) 製作総指揮
- ビートルジュース ビートルジュース Beetlejuice Beetlejuice (2024) 原案
- Now You See Me 3 (TBA) 脚本

## 主なビブリオグラフィ
- Big Book of Porn: A Penetrating Look at the World of Dirty Movies (2005)
- The Spider-Man Handbook: The Ultimate Training Manual (2006)
- How to Survive a Horror Movie: All the Skills to Dodge the Kills (2007)
  - 『ホラー映画で殺されない方法』入間眞訳、竹書房、2018年
- Pardon My President: Fold-and-Mail Apologies for 8 Years (2008)
- Pride and Prejudice and Zombies (2009) 
  - 『高慢と偏見とゾンビ』安原和見訳、二見書房・二見文庫、2010年
- Abraham Lincoln: Vampire Hunter (2010) 
  - 『ヴァンパイアハンター・リンカーン』赤尾秀子訳、新書館・文庫、2011年
- Unholy Night (2012)
- The Last American Vampire (2015)